# Atletik under sommer-OL 2024 - 200 meter løb (herrer)
Mændenes 200 meter ved Sommer-OL 2024 blev afholdt i fire runder på Stade de France i Paris, Frankrig, mellem den 5. og 8. august 2024.
Det var 29. gang, at mændenes 200 meter blev konkurreret ved Sommer-OL. I alt 48 atleter var i stand til at kvalificere sig til stævnet efter startstandard eller rangliste.

## Resultater

### Heats
Heats blev afholdt den 5. august med start kl. 19:55 (UTC+2) om aftenen.

#### Heat 1
| Rangering | Bane | Atleter           | Nation          | Tid            | Noter |
| --------- | ---- | ----------------- | --------------- | -------------- | ----- |
| 1         | 4    | Joseph Fahnbulleh | Liberia         | 20.20          | Q     |
| 2         | 9    | Eseosa Desalu     | Italien         | 20.26          | Q     |
| 3         | 3    | Wayde van Niekerk | Sydafrika       | 20.42          | Q     |
| 4         | 7    | Ryan Zeze         | Frankrig        | 20.49          |       |
| 5         | 8    | Felix Svensson    | Schweiz         | 20.54 (.534)   |       |
| 6         | 2    | Cheickna Traore   | Elfenbenskysten | 20.54 (.536)   |       |
| 7         | 5    | Calab Law         | Australien      | 20.75          |       |
| 8         | 6    | Albert Komański   | Polen           | 20.77          |       |
|           |      |                   |                 | Vind: +0.1 m/s |       |

#### Heat 2
| Rangering | Bane | Atlet            | Nation                    | Tid            | Noter |
| --------- | ---- | ---------------- | ------------------------- | -------------- | ----- |
| 1         | 3    | Tarsis Orogot    | Uganda                    | 20.32          | Q     |
| 2         | 9    | Wanya McCoy      | Bahamas                   | 20.35          | Q     |
| 3         | 6    | Renan Gallina    | Brasilien                 | 20.41          | Q     |
| 4         | 7    | Andrew Hudson    | Jamaica                   | 20.53          |       |
| 5         | 2    | Udodi Onwuzurike | Nigeria                   | 20.55          |       |
| 6         | 8    | César Almirón    | Paraguay                  | 20.87          |       |
| 7         | 4    | Tomáš Němejc     | Tjekkiet                  | 21.03          |       |
| —         | 5    | José González    | Den Dominikanske Republik | DNS            |       |
|           |      |                  |                           | Wind: -0.1 m/s |       |

#### Heat 3
| Rangering | Bane | Atlet                 | Nation    | Tid            | Noter  |
| --------- | ---- | --------------------- | --------- | -------------- | ------ |
| 1         | 3    | Letsile Tebogo        | Botswana  | 20.10          | Q      |
| 2         | 4    | Makanakaishe Charamba | Zimbabwe  | 20.27          | Q      |
| 3         | 8    | Filippo Tortu         | Italien   | 20.29          | Q      |
| 4         | 2    | Brendon Rodney        | Canada    | 20.30          | SB     |
| 5         | 5    | Timothé Mumenthaler   | Schweiz   | 20.63          |        |
| 6         | 7    | Koki Ueyama           | Japan     | 20.84          |        |
| 7         | 6    | Benjamin Richardson   | Sydafrika | 51.86          | injury |
|           |      |                       |           | Vind: -0.1 m/s |        |

#### Heat 4
| Rangering | Bane | Atlet            | Nation                    | Tid            | Noter |
| --------- | ---- | ---------------- | ------------------------- | -------------- | ----- |
| 1         | 3    | Kenneth Bednarek | USA                       | 19.96          | Q     |
| 2         | 5    | Alexander Ogando | Den Dominikanske Republik | 20.04          | Q     |
| 3         | 2    | Joshua Hartmann  | Tyskland                  | 20.30          | Q     |
| 4         | 7    | Diego Pettorossi | Italien                   | 20.63          |       |
| 5         | 4    | Shota Iizuka     | Japan                     | 20.67          |       |
| 6         | 6    | Ondřej Macík     | Tjekkiet                  | 21.04          |       |
| —         | 8    | Zharnel Hughes   | Storbritannien            | DNS            |       |
|           |      |                  |                           | Vind: +0.2 m/s |       |

#### Heat 5
| Rangering | Bane | Atlet                | Nation    | Tid            | Noter |
| --------- | ---- | -------------------- | --------- | -------------- | ----- |
| 1         | 4    | Erriyon Knighton     | USA       | 19.99          | Q     |
| 2         | 3    | Tapiwanashe Makarawu | Zimbabwe  | 20.07          | Q     |
| 3         | 7    | Shaun Maswanganyi    | Sydafrika | 20.20          | Q     |
| 4         | 2    | Aaron Brown          | Canada    | 20.36          |       |
| 5         | 9    | Ian Kerr             | Bahamas   | 20.53          |       |
| 6         | 6    | Pablo Mateo          | Frankrig  | 20.58          |       |
| 7         | 8    | Erik Erlandsson      | Sverige   | 20.65          |       |
| 8         | 5    | Eduard Kubelík       | Tjekkiet  | 21.14          |       |
|           |      |                      |           | Vind: +0.2 m/s |       |

#### Heat 6
| Rangering | Bane | Atlet            | Nation          | Tid            | Noter |
| --------- | ---- | ---------------- | --------------- | -------------- | ----- |
| 1         | 6    | Noah Lyles       | USA             | 20.19          | Q     |
| 2         | 7    | Andre De Grasse  | Canada          | 20.30          | Q     |
| 3         | 4    | Towa Uzawa       | Japan           | 20.33          | Q     |
| 4         | 5    | Bryan Levell     | Jamaica         | 20.47          |       |
| 5         | 2    | Blessing Afrifah | Israel          | 20.78          |       |
| 6         | 8    | Chun-Han Yang    | Kinesisk Taipei | 20.83          |       |
| 7         | 3    | William Reais    | Schweiz         | 20.92          |       |
|           |      |                  |                 | Wind: +0.1 m/s |       |

### Opsamlingsheats
Opsamlingsheatsene blev afholdt den 6. august med start kl. 12:30 (UTC+2) om eftermiddagen.

#### Heat 1
| Rangering | Bane | Atlet               | Nation          | Tid            | Noter |
| --------- | ---- | ------------------- | --------------- | -------------- | ----- |
| 1         | 6    | Udodi Onwuzurike    | Nigeria         | 20.51          | Q     |
| 2         | 8    | Diego Pettorossi    | Italien         | 20.53          |       |
| 3         | 5    | Timothé Mumenthaler | Schweiz         | 20.67          |       |
| 4         | 7    | Shota Iizuka        | Japan           | 20.72          |       |
| 5         | 4    | Ondřej Macík        | Tjekkiet        | 21.14          |       |
| —         | 3    | Cheickna Traore     | Elfenbenskysten | DNS            |       |
|           |      |                     |                 | Vind: +1.0 m/s |       |

#### Heat 2
| Rangering | Bane | Atlet          | Nation     | Tid            | Noter     |
| --------- | ---- | -------------- | ---------- | -------------- | --------- |
| 1         | 4    | Brendon Rodney | Canada     | 20.42          | Q         |
| 2         | 5    | Bryan Levell   | Jamaica    | 20.47          | q         |
| 3         | 8    | Pablo Mateo    | Frankrig   | 20.57          |           |
| 4         | 6    | Koki Ueyama    | Japan      | 20.92          |           |
| —         | 3    | César Almirón  | Paraguay   | DQ             | TR 17.3.3 |
| —         | 7    | Calab Law      | Australien | DNS            |           |
|           |      |                |            | Vind: +0.6 m/s |           |

#### Heat 3
| Rangering | Bane | Atlet            | Nation          | Tid           | Noter |
| --------- | ---- | ---------------- | --------------- | ------------- | ----- |
| 1         | 7    | Ryan Zeze        | Frankrig        | 20.40         | Q     |
| 2         | 4    | Aaron Brown      | Canada          | 20.42         | q     |
| 3         | 6    | Chun-Han Yang    | Kinesisk Taipei | 20.73         |       |
| 4         | 3    | Blessing Afrifah | Israel          | 20.88         |       |
| 5         | 2    | Albert Komański  | Polen           | 20.90         |       |
| 6         | 8    | Eduard Kubelík   | Tjekkiet        | 21.20         |       |
| —         | 5    | William Reais    | Schweiz         | DNS           |       |
|           |      |                  |                 | Vind: 0.0 m/s |       |

#### Heat 4
| Rangering | Bane | Atlet               | Nation    | Tid            | Noter |
| --------- | ---- | ------------------- | --------- | -------------- | ----- |
| 1         | 6    | Erik Erlandsson     | Sverige   | 20.49          | Q, PB |
| 2         | 7    | Andrew Hudson       | Jamaica   | 20.55          |       |
| 3         | 8    | Ian Kerr            | Bahamas   | 20.60          |       |
| 4         | 5    | Felix Svensson      | Schweiz   | 20.65          |       |
| 5         | 3    | Tomáš Němejc        | Tjekkiet  | 20.84          |       |
| —         | 4    | Benjamin Richardson | Sydafrika | DNS            |       |
|           |      |                     |           | Vind: +0.3 m/s |       |

### Semifinaler
Semifinalerne blev afholdt den 7. august med start kl. 20:02 (UTC+2) om aftenen.

#### Semifinale 1
| Rangering | Bane | Atlet                  | Nation                    | Tid            | Noter |
| --------- | ---- | ---------------------- | ------------------------- | -------------- | ----- |
| 1         | 7    | Kenneth Bednarek       | USA                       | 20.00          | Q     |
| 2         | 8    | Alexander Ogando       | Den Dominikanske Republik | 20.09          | Q     |
| 3         | 5    | Andre De Grasse        | Canada                    | 20.41          |       |
| 4         | 4    | Shaun Maswanganyi      | Sydafrika                 | 20.42          |       |
| 5         | 9    | Wanya McCoy            | Bahamas                   | 20.61          |       |
| 6         | 6    | Tarsis Gracious Orogot | Uganda                    | 20.64          |       |
| 7         | 3    | Ryan Zeze              | Frankrig                  | 20.81          |       |
| 8         | 2    | Bryan Levell           | Jamaica                   | 20.93          |       |
|           |      |                        |                           | Vind: -0.1 m/s |       |

#### Semifinale 2
| Rangering | Bane | Atlet                 | Nation   | Tid            | Noter |
| --------- | ---- | --------------------- | -------- | -------------- | ----- |
| 1         | 8    | Letsile Tebogo        | Botswana | 19.96          | Q     |
| 2         | 6    | Noah Lyles            | USA      | 20.08          | Q     |
| 3         | 4    | Makanakaishe Charamba | Zimbabwe | 20.31          | q     |
| 4         | 7    | Eseosa Fostine Desalu | Italien  | 20.37          |       |
| 5         | 5    | Joshua Hartmann       | Tyskland | 20.47          |       |
| 6         | 9    | Towa Uzawa            | Japan    | 20.54          |       |
| 7         | 3    | Aaron Brown           | Canada   | 20.57          |       |
| 8         | 2    | Erik Erlandsson       | Sverige  | 20.93          |       |
|           |      |                       |          | Vind: -0.2 m/s |       |

#### Semifinale 3
| Rangering | Bane | Atlet                  | Nation    | Tid            | Noter |
| --------- | ---- | ---------------------- | --------- | -------------- | ----- |
| 1         | 8    | Erriyon Knighton       | USA       | 20.09          | Q     |
| 2         | 6    | Joseph Fahnbulleh      | Liberia   | 20.12          | Q     |
| 3         | 7    | Tapiwanashe Makarawu   | Zimbabwe  | 20.16          | q     |
| 4         | 5    | Filippo Tortu          | Italien   | 20.54          |       |
| 5         | 3    | Brendon Rodney         | Canada    | 20.59          |       |
| 6         | 9    | Renan Correa           | Brasilien | 20.60          |       |
| 7         | 2    | Udodi Chudi Onwuzurike | Nigeria   | 20.72 (.717)   |       |
| 7         | 4    | Wayde van Niekerk      | Sydafrika | 20.72 (.717)   |       |
|           |      |                        |           | Vind: -0.6 m/s |       |

### Finale
Finalen blev afholdt den 8. august med start kl. 20:30 (UTC+2) om aftenen.
| Rangering | Bane   | Atlet                 | Nation                    | Tid            | Noter          |
| --------- | ------ | --------------------- | ------------------------- | -------------- | -------------- |
| 1         | 7      | Letsile Tebogo        | Botswana                  | 19.46          | AR, WL         |
| 2         | 8      | Kenneth Bednarek      | USA                       | 19.62          |                |
| 3         | 5      | Noah Lyles            | USA                       | 19.70          | TR7.1[C]       |
| 4         | 6      | Erriyon Knighton      | USA                       | 19.99          |                |
| 5         | 4      | Alexander Ogando      | Den Dominikanske Republik | 20.02          |                |
| 6         | 2      | Tapiwanashe Makarawu  | Zimbabwe                  | 20.10          |                |
| 7         | 9      | Joseph Fahnbulleh     | Liberia                   | 20.15          |                |
| 8         | 3      | Makanakaishe Charamba | Zimbabwe                  | 20.53          |                |
| Kilde:    | Kilde: | Kilde:                | Kilde:                    | Wind: +0.4 m/s | Wind: +0.4 m/s |